# Luque Rugby Club
Luque Rugby & Hockey Club es un club deportivo principalmente de rugby y hockey sobre césped femenino, fue fundado el 14 de julio de 1998 en Luque, Paraguay. Se encuentra asociado a la Unión de Rugby del Paraguay (URP) y a la Asociación Paraguaya de Hockey. Además es considerado uno de los principales clubes de rugby del país habiendo aportado varias figuras a la selección Paraguaya de Rugby. 

## Instalaciones
Las instalaciones actualmente cuentan con una cancha profesional, iluminación, gradas en construcción, vestuario y área social, la misma se encuentra localizada sobre la Avenida Silvio Pettirossi casi Elio Serafini, en las cercanías del Arroyo Itay, en la Compañía Zarate Isla de Luque.

## Indumentaria
Los colores de la camiseta son azul y amarillo en franjas horizontales con pantaloncitos blancos y medias azules.

### Escudo
El escudo es un cerdo o chancho con una pelota de rugby mirando de frente con las letras LURC en azul y amarillo.

## Palmarés
| Campeón          | SubCampeon                   |
| ---------------- | ---------------------------- |
| 2011, 2014, 2015 | 2010, 2012, 2016, 2017, 2018 |